# Bracon immutator
Bracon immutator är en stekelart som beskrevs av Christian Gottfried Daniel Nees von Esenbeck 1834. Bracon immutator ingår i släktet Bracon och familjen bracksteklar. Arten är reproducerande i Sverige.

## Underarter
Arten delas in i följande underarter:
- B. i. austriacus
- B. i. nigripalpis
- B. i. uplandiae
- B. i. flavicoxanus